# Округ Харнет (Северна Каролина)
Харнет (енгл. Harnett County) је округ у америчкој савезној држави Северна Каролина.

## Демографија
По попису из 2010. године број становника је 114.678, што је 23.653 (26,0%) становника више него 2000. године.
| Група             | 2000.          | 2010.          |
| Белци             | 62.708 (68,9%) | 73.707 (64,3%) |
| Афроамериканци    | 20.481 (22,5%) | 23.973 (20,9%) |
| Азијати           | 591 (0,6%)     | 1.029 (0,9%)   |
| Хиспаноамериканци | 5.336 (5,9%)   | 12.359 (10,8%) |
| Укупно            | 91.025         | 114.678        |